# 2025년 8월 죽음
다음은 2025년 8월에 사망한 저명한 인물 목록이다.
- 8월 2일
  - 대한민국의 정치인 강용식
  - 대한민국의 언론인 강현두
- 8월 3일 - 미국의 영화배우 로니 앤더슨
- 8월 4일 - 대한민국의 배우 송영규
- 8월 5일
  - 독일의 축구인 프랑크 밀
  - 대한민국의 가수 이민
  - 루마니아의 제2·4대 대통령 이온 일리에스쿠
- 8월 7일
  - 미얀마의 제1대 부통령 민 쉐
  - 미국의 우주비행사 짐 러벨
- 8월 9일 - 조선민주주의인민공화국의 축구인 문기남
- 8월 10일
  - 일본의 축구인 가마모토 구니시게
  - 미국의 싱어송라이터 바비 휘틀록
- 8월 11일
  - 콜롬비아의 정치인 미겔 우리베 투르바이
  - 대한민국의 언론인 이남기
- 8월 13일 - 일본의 성우 사쿠라이 토모
- 8월 15일
  - 대한민국의 성직자 유경촌
  - 대한민국의 생물학자 윤무부
  - 대한민국의 신학자 한태동
- 8월 17일 - 영국의 영화배우 테런스 스탬프
- 8월 18일 - 대한민국의 가수 박인수